# Bangalaia nebulosa
Bangalaia nebulosa là một loài bọ cánh cứng trong họ Cerambycidae.